# Jost Sieburg
Jost Sieburg (* um 1605; † 1686; auch Jodokus Sieburg) war Orgelbauer aus Göttingen, der zwischen Bremen und Groningen wirkte. Die Orgel in Westerhusen (1642–1643) ist fast vollständig, in Sengwarden der Prospekt und in Meeden noch ein Großteil der Register Sieburgs erhalten.

## Leben
Sieburg selbst bezeugt, dass er aus Göttingen stammt. Indes ist seine genaue familiäre Herkunft nicht geklärt. Vermutlich ist ein „Peter von Siborch“ sein Vater, der nach Göttingen eingeheiratet hat. Einer heute verschollenen Inschrift zufolge errichtete Sieburg im Jahr 1640 im Alter von 35 Jahren in der St.-Stephanus-Kirche (Schortens) ein Instrument, was auf 1605 als Geburtsjahr schließen lässt: „M. Jost Sieborck Orgelmacher zu Wochingen me fecit aetatis suae 35 Anno Christi 1640“. Sein Bruder Johann Just Sieburg war Bürger und Orgelbauer in Mühlhausen/Thüringen, baute 1617 bis 1620 eine Orgel in Göttingen und war nach 1624 zusammen mit Jost in Bremen tätig. Nicht eindeutig ist, ob der 1650 in Göttingen, St. Albani, tätige Johann Siburg mit jenem Bruder von Jost Sieburg identisch ist.
Das Wirkungsfeld dehnte sich ab 1624 auf Bremen, Oldenburg und die Niederlande aus. Über Beziehungen zum Auricher Hoforganisten Johann Knop erhielt Sieburg möglicherweise Aufträge im ostfriesischen Raum. In Hinte ist 1675/1676 ein Jost Andreas „Sibing“ bezeugt, der möglicherweise sein Sohn oder Neffe war.

## Werk
Die Größe der Instrumente wird in der fünften Spalte durch die Anzahl der Manuale und die Anzahl der klingenden Register in der sechsten Spalte angezeigt. Ein großes „P“ steht für ein selbstständiges Pedal, ein kleines „p“ für ein angehängtes Pedal. Eine Kursivierung zeigt an, dass die betreffende Orgel nicht mehr erhalten ist.
| Jahr          | Ort          | Kirche                               | Bild | Manuale | Register | Bemerkungen |
| ------------- | ------------ | ------------------------------------ | ---- | ------- | -------- | --- |
| 1639 und 1643 | Uphusen      | Uphuser Kirche                       |      |         |          | Reparatur; nicht erhalten |
| 1640          | Schortens    | St.-Stephanus-Kirche                 |      | I       |          | beim Turmeinsturz weitgehend zerstört, aber Pfeifenmaterial in Neubau von Joachim Kayser (1686) integriert, Prospekt offensichtlich nachgebaut |
| 1634–1641     | Bremen       | Liebfrauenkirche                     |      |         |          | Mitwirkung am großen Orgelneubau seines Bruders Johannes |
| 1641          | Emden        | Gasthauskirche                       |      | II      |          | Zuschreibung; Orgelneubau mit Oberwerk und Rückpositiv |
| 1641–1642     | Riepe        | Riepster Kirche                      |      |         |          | Orgelneubau, über den nichts Näheres bekannt ist; nicht erhalten |
| 1642          | Aurich       | Schlosskapelle                       |      |         |          | Umbau oder Neubau der Orgel, der vielleicht auf Sieburg zurückgeht; nicht erhalten |
| 1642–1643     | Westerhusen  | Westerhuser Kirche                   |      | I       | 7        | Für dieses Instrument hat Sieburg offenbar Teile einer gotischen Vorgängerorgel übernommen, was noch am unteren Gehäuse und einigen Registern erkennbar ist. Die Orgel weist einen kräftigen, fast rauen Klang auf. Die schneidende Trompete aus der Zeit der Renaissance gilt neben der Orgel in Uttum als eine der ältesten der Welt. Die starke Mixtur verleiht dem Plenum eine Brillanz, die durch die terzenreine Stimmung noch unterstützt wird. So konnte das Instrument der Begleitung des Gemeindegesangs dienen. Diese Praxis der Liedbegleitung wurde in Ostfriesland erst ab 1640 eingeführt. Die Restaurierung durch Jürgen Ahrend (1955) hatte Modellcharakter. |
| 1643          | Meeden (NL)  | Hervormde Kerk                       |      | I       | 9        | Neubau einer Orgel durch „Jodocus Siborch“, die 1751 durch Albertus Antonius Hinsz erneuert wurde. Ein Großteil der Pfeifen von Sieburg ist allerdings bewahrt geblieben. |
| 1643          | Sengwarden   | St.-Georgs-Kirche                    |      | II      |          | Prospekt erhalten |
| 1645          | Visquard     | Visquarder Kirche                    |      |         |          | Reparatur; nicht erhalten |
| 1648          | Sandhorst    | Kapelle                              |      |         |          | Neubau |
| 1648          | Norden       | Ludgerikirche                        |      | III/p   | 18       | Reparatur der Orgel von Edo Evers (1618) → Orgel der Ludgerikirche (Norden) |
| 1647–1653     | Groothusen   | Groothuser Kirche                    |      |         |          | Reparatur durch Jodokus Sieburg (Syborch); nicht erhalten |
| 1645–1653     | Hinte        | Evangelisch-reformierte Kirche Hinte |      |         |          | Reparatur durch „Joest Seborch“; nicht erhalten |
| 1682          | Helmond (NL) | Hervormde Kerk                       |      |         |          | Reparatur durch „Judocus van Sibergh“, dessen Identität nicht gesichert ist; nicht erhalten |